# 沈有容
沈 有容（しん ゆうよう、拼音：Shěn Yǒu-róng、1557年 - 1628年）は、明代の軍人。字は士弘、号は寧海。寧国府宣城県の出身。
兵略を好み、万暦7年（1579年）に行われた武挙の出身である。しばしば軍功を建てたことにより、福建巡撫の金学曾に重用され、福建の浯嶼（現在の福建省漳州市竜海区港尾鎮）・銅山（現在の福建省漳州市東山県銅陵鎮）を守ることになった。万暦30年（1602年）、倭寇が当時、「東番」と言われた台湾を根拠地とし、海上を騒がしていた。沈有容は、21艘の軍船を率いて大いにこれを破り、大員に軍を20日滞在させた。随行した陳第が台湾の原住民の風土や民情を『東番記』に著している。1604年、オランダ人のウェイブラント・ファン・ワルベイクが澎湖に赴き、現在の馬公に駐留し、明朝と交易を求めた。この後10月25日に明朝朝廷は沈有容を派遣して、退散させ、11月18日、沈有容は澎湖に来て、オランダ人と交渉に入った。沈有容は、ワルベイクに、明朝は澎湖島に滞在しての貿易は許可しないこと、さらに福建当局は派兵しようとしていることを伝えた。このために、ワルベイクは退き、明朝は、沈有容がオランダを退けた功績を称える石碑を建てた。この碑文には、「沈有容諭退紅毛番韋麻郎等」と書かれている。この石碑は民国8年（1919年）に出土し、現存は、澎湖馬公大天后宮の清風閣におかれている。